# Reusch
Reusch International S.p.A. – włoskie przedsiębiorstwo sportowe, z siedzibą w Bolzano, powstałe w 1934 r. w Metzingen. Jej założycielem jest Karl Reusch.
W sporcie, ze specjalną kolekcją rękawic zimowych, pojawiło się w 1972 roku. Wkrótce potem we współpracy z niemieckim bramkarzem narodowym Seppem Maierem została opracowana pierwsza na świecie rękawica dla bramkarzy pokryta lateksem. Produkt ten, który stał się kamieniem milowym w historii piłki nożnej, towarzyszył wówczas niemieckiej reprezentacji narodowej na drodze do zdobycia tytułu mistrza świata w 1974.